# Murukan
Murukan is een bestuurslaag in het regentschap Jombang van de provincie Oost-Java, Indonesië. Murukan telt 3185 inwoners (volkstelling 2010).